# Juan Martín Serón
Juan Martín Serón es un político español. Economista de profesión, inició su carrera en Unión de Centro Democrático, para afiliarse después al Partido Popular, en el que ha formado parte del grupo en la diputación provincial durante varias legislaturas, y posteriormente formar su propio partido Por Alhaurín en 2014.

## Trayectoria política
Entró en la corporación municipal de Alhaurín el Grande tras las Elecciones Municipales de 1995, a las que se presentó como cabeza de lista del Partido Popular, que consigue representación municipal en el consistorio. En la siguiente convocatoria, la de 1999, y tras el paso del entonces alcalde independiente José Ortega Pérez al Partido Popular para encabezar su lista, Martín Serón funda el Colectivo Alhaurino Democrático, partido de ideología centroderecha que obtiene tres concejales y forma gobierno durante meses con el PSOE. En julio del año 2000, el CAD y el PP se aliaron y presentaron una moción de censura contra el entonces alcalde Miguel de la Rosa Naranjo, tras la cual Juan Martín Serón se convierte en nuevo regidor. En las Elecciones Municipales de 2003, 2007 y 2011, vuelve a presentarse con el PP, revalidando holgadamente la mayoría absoluta.
El 10 de febrero de 2016 anuncia su renuncia como alcalde, ya que no consiguió el resto de apoyos para aprobar los presupuestos y le habían confirmado que tenían una moción de censura contra él por sus previos delitos, pasando la alcaldía a la teniente de alcalde de su mismo partido, Antonia Ledesma.

## Controversia por su ejercicio político
El enero de 2007 fue arrestado en el marco de la Operación Troya junto al concejal de Urbanismo, Gregorio Guerra, acusado de supuestos delitos de cohecho, blanqueo de capitales y prevaricación por asuntos urbanísticos. Fue puesto en libertad bajo fianza de 100.000 euros, gracias a la ayuda de familiares, amigos y algunos vecinos. El 18 de enero de 2012 fue condenado por la Audiencia Provincial de Málaga, como autor de un delito de cohecho. Dicha condena fue ratificada por el Supremo el 8 de octubre de 2013. Tras la condena tuvo que abandonar la alcaldía de Alhaurín el Grande durante un año, manteniendo el acta de concejal, volviendo a la alcaldía el 10 de noviembre de 2014 en un nuevo partido independiente (Por Alhaurín), ya que el PP no estaba de acuerdo con su vuelta. Los otros 10 concejales del Partido Popular pasaron también a este partido.